# Alfredrick Hughes
Alfredrick Hughes (Chicago, Illinois, 19 de julio de 1962) es un exjugador de baloncesto estadounidense que disputó una única temporada de la NBA. Con 1,96 metros de estatura, jugaba en la posición de escolta. Tras su paso por la liga profesional, jugó varias temporadas en ligas menores, además de hacerlo en Italia y Canadá.

## Trayectoria deportiva

### Universidad
Jugó durante cuatro temporadas con los Ramblers de la Universidad Loyola Chicago, en las que promedió 26,3 puntos y 9,5 rebotes por partido. Conserva varios récords de la Horizon League, entre ellos los de mayor anotación en una temporada y en una carrera o el de mayor número de tiros libres anotados y lanzados. En 1985 fue incluido en el tercer equipo All-American.

### Profesional
Fue elegido en la decimocuarta posición del 1985 por San Antonio Spurs, equipo en el que jugó su única temporada en la liga norteamericana, contando muy poco para su entrenador, Cotton Fitzsimmons, jugando poco más de 12 minutos por noche, y promediando 5,2 puntos y 1,7 rebotes. Poco antes del comienzo de la temporada 1986-87 fue despedido por su equipo, firmando por los Chicago Bulls, que lo cortaría poco después sin llegar a debutar.
Decide probar suerte en la Liga Italiana, fichando por el Alno Fabriano, pero únicamente llega a dispurtar tres partidos. Regresa a Estados Unidos, para jugar durante 3 temporadas con los Illinois Express de la WBL. Al año siguiente ficha por los Dayton Wings de la misma competición, con los que conseguiría el campeonato. Tras un breve paso por Canadá, regresa a su país, jugando dos temporadas más en cinco equipos diferentes de la CBA, tras las cuales se retiraría.

## Estadísticas de su carrera en la NBA

### Temporada regular
| Temporada | Edad | Equipo            | Liga | P  | TIT | MIN  | TC  | TCA | %TC  | 3P  | 3PA | %3P  | TL  | TLA | %TL  | R.OF. | R.DEF. | REB | ASIS | ROB | TAP | PER | FP  | PTS |
| 1985-86   | 23   | San Antonio Spurs | NBA  | 68 | 0   | 12.7 | 2.2 | 5.5 | .409 | 0.0 | 0.3 | .176 | 0.7 | 1.2 | .583 | 0.7   | 0.9    | 1.7 | 0.9  | 0.4 | 0.1 | 0.9 | 1.2 | 5.2 |
| Total     |      |                   | NBA  | 68 | 0   | 12.7 | 2.2 | 5.5 | .409 | 0.0 | 0.3 | .176 | 0.7 | 1.2 | .583 | 0.7   | 0.9    | 1.7 | 0.9  | 0.4 | 0.1 | 0.9 | 1.2 | 5.2 |

### Playoffs
| Temporada | Edad | Equipo            | Liga | P | MIN | TCA | TC | 3PA | 3P | TLA | TL | R.OF. | REB | ASIS | ROB | TAP | PER | FP | PTS | %TC  | %3P | %FT | MIN | PTS | REB | AST |
| 1985-86   | 23   | San Antonio Spurs | NBA  | 3 | 18  | 4   | 9  | 0   | 0  | 0   | 0  | 0     | 0   | 1    | 1   | 0   | 1   | 3  | 8   | .444 |     |     | 6.0 | 2.7 | 0.0 | 0.3 |
| Total     |      |                   | NBA  | 3 | 18  | 4   | 9  | 0   | 0  | 0   | 0  | 0     | 0   | 1    | 1   | 0   | 1   | 3  | 8   | .444 |     |     | 6.0 | 2.7 | 0.0 | 0.3 |